# Клиффорд, Камилл
Камилл (Камилла) Клиффорд (англ. Camilla Antoinette Clifford; 1885—1971) — американская актриса бельгийского происхождения. Наиболее известная модель из «девушек Гибсона» — высокая причёска и длинные элегантные платья, обёртывающие затянутую в корсет фигуру типа «песочные часы» — служили эталоном стиля в тот период.

## Биография
Родилась 29 июня 1885 года в Антверпене, Бельгия в семье Рейнольда Клиффорда и Матильды Оттерсен. Камилла росла в Бельгии и Дании, откуда переехала в США и жила в Бостоне.
В начале 1900-х годов она выиграла 2000 долларов в конкурсе журнала, проводимом художником и иллюстратором Чарльзом Гибсоном, который искал идеал женской красоты. Клиффорд стала актрисой в Соединённых Штатах с 1902 года и затем в Англии — с 1904 года. После работы в Лондоне она в 1906 году вернулась в Бостон.
Отдалившись от сцены, она в 1906 году вышла замуж за капитана Генри Брюса (англ. Henry Lyndhurst Bruce) и у них родился один ребёнок, который умер через пять дней после рождения. Генри погиб во время Первой мировой войны в 1914 году. После его смерти она некоторое время выходила на сцену. Затем в 1917 году вышла замуж за капитана Джона Эванса (англ. John Meredyth Jones Evans), который умер в 1957 году. После Второй мировой войны она окончательно прекратила актёрскую карьеру и владела конюшней скаковых лошадей.
Умерла 28 июня 1971 года.
Её фотографии выполненные в начале 1900-х годов, часто появляются в исторических книгах и веб-сайтах, рассказывающих о моде в стиле эпохи короля Эдуарда VII. Также изображалась на почтовых открытках того времени.